# Meszna (dopływ Regi)
Meszna – struga, lewobrzeżny dopływ Regi przepływający przez 2 jeziora i wieś Strzmiele.
Struga bierze źródła na północ od kolonii Radówko i na południe od jeziora Piaski. Stąd odbiera wody z pomniejszych rowów i płynie w kierunku południowo-wschodnim, gdzie wpada do Jeziora Głębokiego przy jego zachodnim brzegu. Meszna wypływa przy południowym brzegu i płynie na południowy wschód w kierunku wsi Strzmiele. Tam przepływa przez środek wsi i pod drogą wojewódzka nr 147. Następnie płynie do Jeziora Strzemielskiego, do którego uchodzi przy jego zachodnim brzegu, a wypływa przy jego wschodnim brzegu i biegnie w kierunku północno-wschodnim. Uchodzi do Regi na południe od drogi wojewódzkiej nr 147.
Administratorem wód Mesznej jest Regionalny Zarząd Gospodarki Wodnej w Szczecinie. Utworzył on obwód rybacki, który obejmuje wody Jeziora Głębokiego, Jeziora Strzemielskiego i wody Mesznej, która łączy oba jeziora i uchodzi do rzeki Regi.
Nazwę Meszna wprowadzono urzędowo w 1955 roku, zmieniając niemiecką nazwę strugi – Mössen-Bach. Górny bieg strugi do Jeziora Głębokiego otrzymał w 1955 roku nazwę Molnica, którą zmieniono z niemieckiej nazwy Möllnitz Bach.  Na Mapie Podziału Hydrograficznego Polski cała struga występuje pod nazwą Dopływ ze Strzmieli.